# Lee Eul-yong
Lee Eul-yong (* 8. September 1975 in Taebaek) ist ein ehemaliger südkoreanischer Fußballspieler und derzeitiger Fußballtrainer.
Nach seiner Zeit beim Militärclub Gwangju Sangmu Phoenix ging Lee 1998 zu Bucheon SK, wo er vier erfolgreiche Jahre verbrachte. Bestes Ergebnis war die Vizemeisterschaft im Jahr 2000.
In dieser Zeit empfahl sich der Mittelfeldmann auch für die südkoreanische Nationalmannschaft. 1999 kam er zu seinem ersten Einsatz und hatte sich bald so fest etabliert, dass er zum Aufgebot bei der Heim-WM gehörte und dort auch viermal spielte.
Die Weltmeisterschaft hatte das Interesse des Auslands geweckt und so konnte er im Anschluss in die türkische Süper Lig zu Trabzonspor wechseln. Aber obwohl er dort 2002/03 19 mal zum Einsatz kam und der Verein türkischer Pokalsieger wurde, kehrte er nach der Saison wieder in seine Heimat zurück zu den Anyang LG Cheetahs (später umbenannt in FC Seoul). Doch bereits 2004 kehrte er wieder zu Trabzonspor zurück und blieb diesmal zwei Jahre und konnte dort 2005 die Vizemeisterschaft feiern.
In der Nationalmannschaft hatte Lee Eul-yong 2004 noch am Asien-Cup teilgenommen, durch eine Verletzung und Meinungsverschiedenheiten mit dem Trainer wurde er jedoch längere Zeit nicht mehr berufen. Erst im Vorfeld der Fußball-Weltmeisterschaft 2006 in Deutschland kehrte er zurück und spielte auch zwei Qualifikationsspiele. Er stand im WM-Aufgebot Südkoreas und kam auch in zwei der drei Turnierpartien seines Landes zum Einsatz.
Nach der WM kehrte er der Türkei erneut den Rücken und er wechselte zurück zum FC Seoul. Kurz danach gab der 31-Jährige auch seinen Rücktritt aus der Nationalmannschaft bekannt. 2008 wechselte er zum Gangwon FC und spielte hier bis zu seinem Karriereende als aktiver Spieler 2011. Danach wurde er bei diesem Verein zuerst Scout und dann Assistenztrainer. Im Jahr 2017 kam er zu seinem früheren Klub FC Seoul, bei dem er zunächst für die Reservemannschaft arbeitete. Im Jahr 2018 war er für einige Monate Cheftrainer. Seit Ende 2018 ist er als Assistent bei Jeju United tätig.

## Erfolge
Bucheon SK
- Südkoreanischer Vizemeister 2000

Trabzonspor
- Türkischer Pokalsieger 2003
- Türkischer Vizemeister 2005